# B-Day
B-Day è il decimo album in studio della thrash metal band Tankard, prodotto dalla AFM Records e pubblicato in Europa nel 2002.

## Tracce
1. Notorious Scum – 3:51
2. Rectifier – 4:12
3. Need Money For Beer – 3:36
4. Ugly, Fat And Still Alive – 3:57
5. Underground (Atmosphere: Hostile) – 4:24
6. Voodoo Box – 4:21
7. Sunscars – 3:22
8. Zero Dude – 4:25
9. New Liver Please! – 3:36
10. Rundown Quarter – 3:34
11. Alcoholic Nightmares – 5:11

## Formazione
- Andreas "Gerre" Geremia - voce
- Andy Gutjahr - chitarra
- Frank Thorwarth - basso
- Olaf Zissel - batteria